# Ветлы
Ве́тлы (укр. Ветли) — село в Любешовской поселковой общине Камень-Каширского района Волынской области Украины.
До 2020 года входило в Любешовский район.
Код КОАТУУ — 0723183201. Население по переписи 2012 года составляет 1755 человек. Почтовый индекс — 44220. Телефонный код — 3362. Занимает площадь 43,247 км².

## Известные уроженцы
- Беденюк Анатолий Дмитриевич — доктор наук.